# Ingalgi (B), Afzalpur
Ingalgi (B) là một làng thuộc tehsil Afzalpur, huyện Gulbarga, bang Karnataka, Ấn Độ.